# Dixon (Nebraska)
Dixon es una villa ubicada en el condado de Dixon en el estado estadounidense de Nebraska. En el Censo de 2010 tenía una población de 87 habitantes y una densidad poblacional de 220,99 personas por km².

## Geografía
Dixon se encuentra ubicada en las coordenadas 42°24′56″N 96°59′41″O / 42.41556, -96.99472. Según la Oficina del Censo de los Estados Unidos, Dixon tiene una superficie total de 0.39 km², de la cual 0.39 km² corresponden a tierra firme y (0%) 0 km² es agua.

## Demografía
Según el censo de 2010, había 87 personas residiendo en Dixon. La densidad de población era de 220,99 hab./km². De los 87 habitantes, Dixon estaba compuesto por el 98.85% blancos, el 0% eran afroamericanos, el 1.15% eran amerindios, el 0% eran asiáticos, el 0% eran isleños del Pacífico, el 0% eran de otras razas y el 0% pertenecían a dos o más razas. Del total de la población el 0% eran hispanos o latinos de cualquier raza.